# ناحیه کالدول، میشیگان
ناحیه کالدول (به انگلیسی: Caldwell Township) یک منطقهٔ مسکونی در ایالات متحده آمریکا است که در شهرستان میسوکی واقع شده‌است.
 ناحیه کالدول  ۱٬۳۱۷ نفر جمعیت دارد و ۳۸۸ متر بالاتر از سطح دریا واقع شده‌است.